# Nymphes myrmeleonoides
Nymphes myrmeleonoides is een netvleugelige uit de familie van de Nymphidae. De gaasvlieg komt voor in Queensland en New South Wales in Australië. Het is een van de grootste gaasvliegen ter wereld.
De soort heeft een lichaamslengte van 4 cm en een spanwijdte van 11 cm. Elke vleugel eindigt in een witte tip. De larven lijken op die van mierenleeuwen en bouwen vallen in de losse grond.

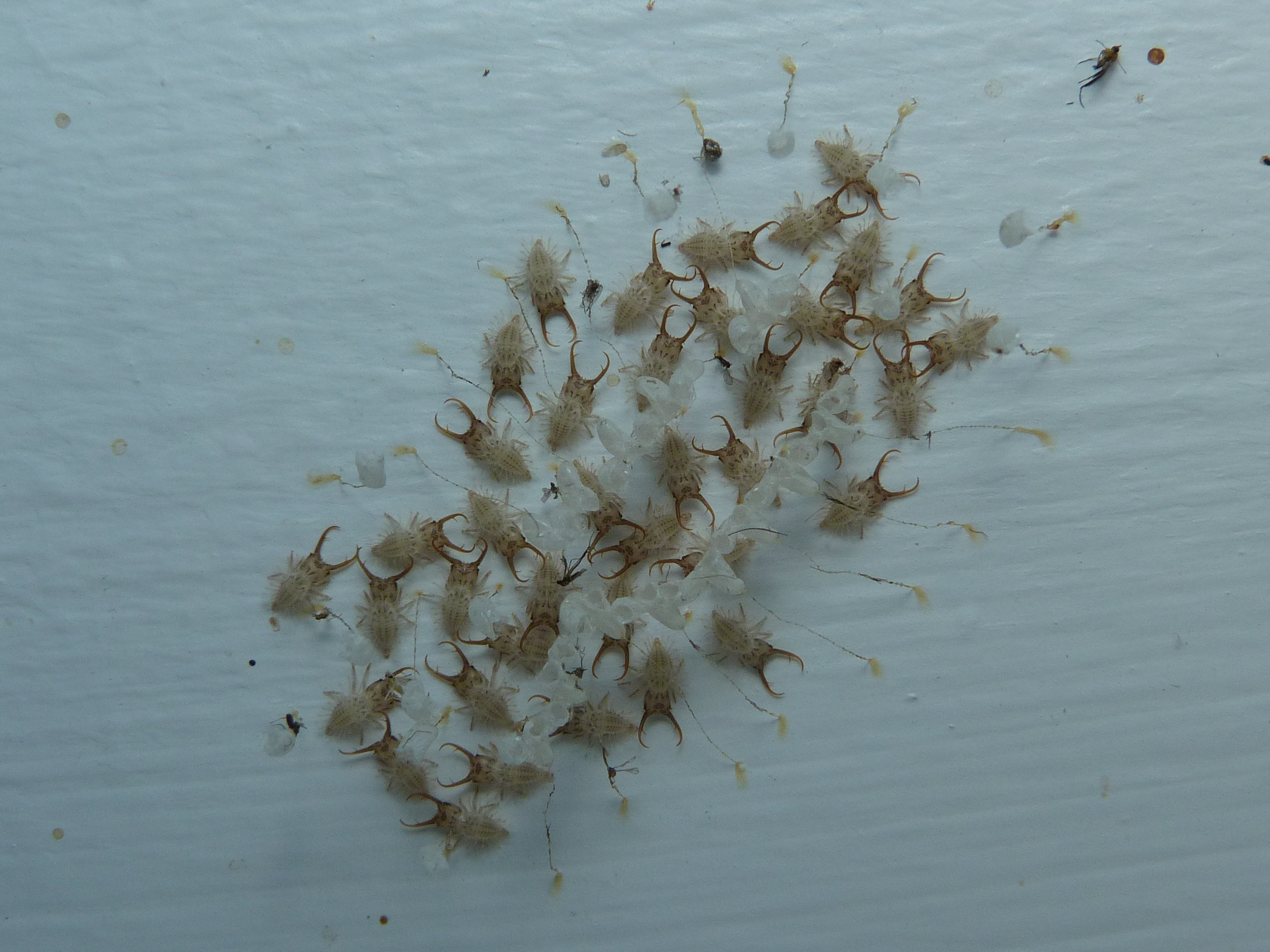
Larven
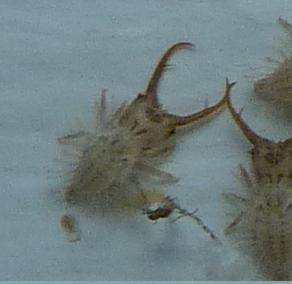
Larve